# Inclusão financeira
A inclusão financeira é definida como a disponibilidade e igualdade de oportunidades de acesso a serviços financeiros. Refere-se a um processo pelo qual indivíduos e empresas podem acessar produtos e serviços financeiros apropriados, acessíveis e oportunos. Estes incluem produtos bancários, empréstimos, ações e seguros. Esforços de inclusão financeira normalmente visam aqueles que não possuem conta bancária, direcionando serviços financeiros sustentáveis para eles. Por inclusão financeira entende-se que vai além da mera abertura de conta bancária. É possível que indivíduos bancários sejam excluídos dos serviços financeiros. Ter sistemas financeiros mais inclusivos tem sido associado a um crescimento e desenvolvimento econômico mais forte e sustentável e, assim, alcançar a inclusão financeira tornou-se uma prioridade para muitos países em todo o mundo.
Em 2018, estimou-se que cerca de 1,7 bilhão de adultos não tinham conta bancária. Entre os não bancarizados, um número significativo eram mulheres e pessoas pobres em áreas rurais e, muitas vezes, aqueles que são excluídos das instituições financeiras, sofrem discriminação e pertencem a populações vulneráveis ou marginalizadas.
Devido à falta de infraestrutura financeira, muitas comunidades carentes e de baixa renda sofrem. Especificamente, a falta de informações adequadas pode ser prejudicial às comunidades de baixa renda e expô-las a riscos financeiros. Por exemplo, os empréstimos consignados visam pessoas de baixa renda que não são adequadamente informadas sobre taxas de juros e juros compostos. Eles ficam presos e endividados com essas instituições predatórias.
O setor público lidera o alcance e a educação para que os adultos recebam serviços financeiros gratuitos, como educação, preparação de impostos e assistência social. Organizações sem fins lucrativos se dedicam a atender comunidades carentes por meio de recursos privados e financiamento estatal. Na Califórnia, a legislação estadual permite que os subsídios sejam desembolsados durante o ano fiscal e organizações sem fins lucrativos podem solicitar financiamento adicional. O projeto de lei AB-423 é um exemplo do estado reconhecendo a falta de inclusão financeira de jovens adultos, o projeto incentiva a instrução dos alunos e as aulas de alfabetização financeira para começar já no 9.º ano.
Embora se reconheça que nem todos os indivíduos precisam ou desejam serviços financeiros, o objetivo da inclusão financeira é remover todas as barreiras, tanto do lado da oferta quanto do lado da demanda. As barreiras do lado da oferta decorrem das próprias instituições financeiras. Eles geralmente indicam infraestrutura financeira precária e incluem falta de instituições financeiras próximas, altos custos para abertura de contas ou requisitos de documentação. As barreiras do lado da demanda referem-se a aspectos do indivíduo que procura serviços financeiros e incluem baixa alfabetização financeira, falta de capacidade financeira ou crenças culturais ou religiosas que afetam suas decisões financeiras.
Há algum ceticismo de alguns especialistas sobre a eficácia das iniciativas de inclusão financeira. Pesquisas sobre iniciativas de microfinanças indicam que a ampla disponibilidade de crédito para microempreendedores pode produzir intermediação informal, uma forma não intencional de empreendedorismo.

## História
O termo “inclusão financeira” ganhou importância no início dos anos 2000, resultado da identificação da exclusão financeira e é uma correlação direta com a pobreza segundo o Banco Mundial. As Nações Unidas definem os objetivos de inclusão financeira da seguinte forma:
- Acesso a um custo razoável para todas as famílias a uma gama completa de serviços financeiros, incluindo serviços de poupança ou depósito, serviços de pagamento e transferência, crédito e seguro.
- Instituições sólidas e seguras regidas por regulamentos claros e padrões de desempenho da indústria.
- Sustentabilidade financeira e institucional, para garantir a continuidade e a certeza do investimento.
- Concorrência para garantir escolha e acessibilidade para os clientes.

O ex-secretário-geral das Nações Unidas, Kofi Annan, em 29 de dezembro de 2003, disse: "A dura realidade é que a maioria das pessoas pobres do mundo ainda não tem acesso a serviços financeiros sustentáveis, seja poupança, crédito ou seguro. O grande desafio é abordar as restrições que excluem as pessoas da plena participação no setor financeiro. Juntos, podemos construir setores financeiros inclusivos que ajudem as pessoas a melhorar suas vidas."
Em 2009, o ex-secretário-geral das Nações Unidas, Ban Ki-moon, nomeou a Máxima dos Países Baixos como Advogada Especial do Secretário-Geral das Nações Unidas para o Financiamento Inclusivo para o Desenvolvimento, alojado no Programa das Nações Unidas para o Desenvolvimento (PNUD). Como Advogada Especial do Secretário-Geral da ONU, a Rainha Máxima é uma voz global líder no avanço do acesso universal e no uso responsável de serviços financeiros acessíveis, eficazes e seguros.
Desde 2011, mais de 1,2 bilhão de pessoas tiveram acesso a serviços financeiros e, portanto, têm mais chances de transformar suas vidas. Antes da adoção dos Objetivos de Desenvolvimento Sustentável (ODS) em 2015, o UNSGSA e os parceiros dos estados membros da ONU trabalharam para garantir a forte presença da inclusão financeira na agenda. Como resultado, a inclusão financeira é agora referenciada em sete dos dezessete objetivos como um facilitador fundamental para o cumprimento dos ODS, e a Assembleia Geral aprovou uma resolução enfatizando sua importância.
Nos últimos cinco anos, a inclusão financeira avançou fortemente: mais 515 milhões de pessoas obtiveram acesso a serviços financeiros entre 2014 e 2017; Mais de cinquenta países adotaram planos e estratégias de inclusão financeira; os principais reguladores globais – os órgãos de definição de padrões (SSBs) – agora se reúnem regularmente com o objetivo de abordar a inclusão financeira; e, pesquisas crescentes estão mostrando fortes ligações entre inclusão financeira e grandes objetivos de desenvolvimento.

## Mensuração da inclusão financeira
Várias pesquisas e conjuntos de dados trabalharam para medir vários aspectos da inclusão financeira, incluindo acesso e uso de serviços financeiros. Algumas fontes, como o banco de dados Global Findex do Banco Mundial ou a Financial Inclusion Tracker Surveys da Fundação Gates, são pesquisas domiciliares que tentam medir o uso de serviços financeiros da perspectiva do consumidor. Outras fontes de dados, como as Pesquisas de Acesso Financeiro do Fundo Monetário Internacional, concentram-se mais no lado da empresa, medindo a oferta de instituições financeiras em um país. Outros ainda se concentram mais no ambiente regulatório para o acesso financeiro, como o Mobile Money Regulatory Index da GSMA, ou o, agora extinto, Doing Business Report, do Banco Mundial.
Esses dados têm sido usados de várias maneiras, desde organizações doadoras, como a Millennium Challenge Corporation, incentivando os governos dos países a fazer mais para melhorar a inclusão financeira, até os países individualmente entendendo melhor onde precisam direcionar as intervenções. As Nações Unidas usam dois desses indicadores (da Findex e das Pesquisas de Acesso Financeiro) para medir o Objetivo de Desenvolvimento Sustentável 8.10.

## Iniciativas por país

### Inclusão financeira nas Filipinas
Quatro milhões de filipinos não bancarizados são vistos como beneficiados pela indústria nascente de pontuação de crédito, um desenvolvimento que é visto para servir às pessoas classificadas na base da economia um acesso fácil ao crédito quando o serviço estiver disponível ao público. Marlo R. Cruz, presidente e diretor executivo da CIBI Information, Inc. (CIBI) como uma das agências de crédito credenciadas nas Filipinas, destacou que isso deve liberar muito potencial econômico em setores da economia que são cruciais para crescimento.
Segundo Cruz, "muitas pessoas ainda não perceberam que o valor de ter uma oportunidade de crédito é sinônimo de gerar poder financeiro. Credibilidade é o mesmo que possuir um cartão-chave que pode ser usado para navegar para a sociedade de melhores possibilidades."
Os relatórios do Bangko Sentral ng Pilipinas (BSP) sobre Iniciativas de Inclusão Financeira e Inclusão Financeira nas Filipinas resumem as realizações do país e marcos significativos na inclusão financeira. Esses relatórios mostram que 4 em cada 10 filipinos economizaram dinheiro em 2015 (acima de 2 em cada 10 em 2009). Entre os adultos filipinos, 24,5% nunca pouparam e apenas 31,3% (acima de 26,6%) têm uma conta em uma instituição financeira formal. A falta de dinheiro suficiente foi citada como o principal motivo para não ter uma conta bancária. Embora tenha havido um progresso significativo, muito mais precisa ser feito.
Como um país emergente com um número considerável de pessoas vivendo na pobreza, o acesso a serviços financeiros é um desafio importante. Com base em um relatório de 18 de março de 2016 da Philippine Statistics Authority, a incidência de pobreza do país em 2015 (a proporção de pessoas abaixo da linha de pobreza versus a população total) é de 26,3%, enquanto a incidência de subsistência (a proporção de filipinos em situação extrema ou de subsistência pobreza) é de 12,1%. Isso significa que existem cerca de 26 milhões de filipinos que ainda vivem abaixo da linha da pobreza.

### Inclusão financeira na Índia

#### História
O conceito de inclusão financeira, estendendo os serviços financeiros para aqueles que normalmente não têm acesso, tem sido uma meta do governo da Índia desde a década de 1950.
A nacionalização dos bancos, que ocorreu de meados da década de 1950 até o final da década de 1960, culminando em 1969 com a nacionalização de quatorze bancos comerciais pela primeira-ministra Indira Gandhi, trouxe facilidades bancárias para áreas até então inalcançadas do país. A "ramificação" de bancos em áreas rurais aumentou os empréstimos para a agricultura e outras populações rurais não atendidas e Indira Gandhi falou disso como uma tática para "acelerar o desenvolvimento" e combater a pobreza e o desemprego.
O Lead Bank Scheme seguiu a nacionalização como forma de coordenar bancos e instituições de crédito pelos distritos para garantir de forma mais abrangente que as áreas rurais tivessem suas necessidades de crédito atendidas. Em 1975, o governo da Índia seguiu isso com esforços para atingir especificamente as áreas rurais, estabelecendo Bancos Rurais Regionais (BRRs) destinados a atender exclusivamente a demanda na economia rural e o número de BRRs aumentou significativamente ao longo dos anos.
No início dos anos 2000, o termo 'inclusão financeira' estava sendo usado no contexto indiano. Em 2004, a Comissão Khan, criada pelo Reserve Bank of India (RBI), investigou o estado da inclusão financeira na Índia e apresentou uma série de recomendações. Em resposta, o governador do RBI, Y. Venugopal Reddy, expressou preocupação com a exclusão de milhões do sistema financeiro formal e instou os bancos a alinhar melhor suas práticas existentes com o objetivo de inclusão financeira em suas declarações de política anual e de médio prazo. O RBI continuou em seus esforços em conjunto com o governo da Índia para desenvolver produtos bancários, elaborar novos regulamentos e defender a inclusão financeira.
Desde que a inclusão financeira foi estabelecida como prioridade para o GOI e RBI, houve progresso. Mangalam, Pondicheri tornou-se a primeira vila na Índia onde todas as famílias receberam facilidades bancárias. Estados ou territórios sindicais como Pondicheri, Himachal Pradexe e Querala anunciaram 100% de inclusão financeira em todos os seus distritos. A visão do Reserve Bank of India para 2020 é abrir quase seiscentas milhões de contas de novos clientes e atendê-los por meio de uma variedade de canais, aproveitando a TI. No entanto, o analfabetismo, a poupança de baixa renda e a falta de agências bancárias nas áreas rurais continuam sendo um obstáculo para a inclusão financeira em muitos estados, e há uma estrutura legal e financeira inadequada.

#### Estratégias do setor financeiro
Na Índia, o RBI iniciou várias medidas para alcançar uma maior inclusão financeira. Essas medidas contam com os esforços do setor financeiro.
As no frills accounts (NFAs), agora conhecidas como contas básicas de depósitos bancários de poupança (BSBDAs), podem ser abertas com saldo zero ou mínimo, removendo uma barreira de custo para os serviços bancários. Os bancos também devem cobrar taxas mínimas de saque a descoberto em NFAs. O RBI continua a mudar e relaxar as políticas em relação a essas contas em um esforço para atender melhor os clientes do banco.
Os requisitos de "know-your-customer" (KYC) para abertura de contas bancárias foram relaxados para contas pequenas em agosto de 2005, eliminando uma barreira de documentação para operações bancárias. O novo procedimento requer apenas a apresentação de um titular de conta que tenha sido submetido à triagem completa do KYC. Além disso, os bancos foram autorizados a aceitar documentos mais facilmente produzidos para comprovação de identidade e endereço.
O modelo de correspondentes de negócios (BC) foi lançado em janeiro de 2006, quando o RBI permitiu que os bancos contratassem intermediários no processo bancário. Este modelo permite que os bancos atendam áreas negligenciadas, permitindo que os intermediários facilitem as transações e prestem outros serviços bancários diretamente. Originalmente, um número bastante limitado de entidades, incluindo ONGs e certas instituições de microfinanças, eram elegíveis para atuar como BCs, mas em 2010 a lista foi expandida para incluir empresas com fins lucrativos Em 2018, operadores de Centros de Serviços Comuns (CSCs) que trabalham com panchayats governamentais locais também começaram a trabalhar como BCs para melhorar ainda mais a penetração dos serviços bancários.
A expansão da tecnologia financeira, ou fintech, tem sido proposta como uma estratégia eficaz para alcançar a inclusão financeira. Embora a incorporação de tecnologia apresente alguns riscos, ela está sendo usada para fornecer serviços bancários a pessoas em áreas rurais e remotas que normalmente não são atendidas. A Agenda 2030 das Nações Unidas para o Desenvolvimento Sustentável (UN-2030-ASD) e os Princípios de Alto Nível do G20 para a Inclusão Financeira Digital (G20-HLP-DFI) descrevem a importância de usar fintech para reduzir a exclusão financeira e a desigualdade de renda que significa que a inclusão financeira por meio das fintechs pode apresentar sinais significativos na redução da desigualdade. Os bancos têm sido orientados a fazer uso efetivo da tecnologia da informação e comunicação (TIC), para prestar serviços bancários às pessoas diretamente através do modelo BC, onde as contas podem ser movimentadas até mesmo por clientes analfabetos por meio da biometria, garantindo assim a segurança das transações e melhorando confiança no sistema bancário. Em 2018, o Banco Mundial e o Fundo Monetário Internacional (FMI) lançaram a Agenda Fintech de Bali para fornecer uma estrutura para discussões de políticas domésticas sobre o aprofundamento do acesso a serviços financeiros em vários contextos diferentes.
Cartões de crédito exclusivos agora são oferecidos pelos bancos, sendo os mais populares os cartões de crédito de uso geral (GCCs) e os cartões de crédito Kisan. Esses cartões exclusivos oferecem crédito para pessoas em áreas rurais e semi-urbanas, agricultores e outros com garantias ajustadas e requisitos de segurança com o objetivo de fornecer crédito sem complicações.
A transferência eletrônica de benefícios (EBT) está sendo implementada pelos bancos a conselho do RBI com o objetivo de reduzir a dependência de dinheiro, diminuir os custos de transação e combater a corrupção.
Aumentar o número de bancos rurais continua sendo uma prioridade para o RBI. Em 2009, o RBI relaxou as políticas anteriores que exigiam autorização antes de abrir novas agências na esperança de que a autorização simplificada aumentasse as agências em áreas carentes. A partir de 2011, o RBI exigia que 25% das novas agências abertas em um determinado ano estivessem em centros de áreas rurais não bancárias para garantir uma distribuição mais uniforme das facilidades bancárias.
O modelo de ligação do grupo de auto-ajuda também foi proposto para melhorar a inclusão financeira, ligando grupos comunitários ao setor bancário formal por meio de programas governamentais, cooperativas de crédito, ONGs ou outras instituições de microfinanças. Modelos baseados em grupos nos quais os membros agrupam suas economias também têm sido vistos como ferramentas para o empoderamento social e econômico, principalmente quando as mulheres são líderes e participantes.

#### Estratégias de políticas governamentais
A Lei Nacional de Garantia de Emprego Rural Mahatma Gandhi (MGNREGA) destina-se a fornecer emprego suplementar com um salário mínimo garantido e facilitar a inclusão financeira para capacitar mulheres e trabalhadores rurais. Embora alcançar a inclusão financeira não seja seu objetivo principal, o programa deposita diretamente os salários em contas bancárias como forma de limitar a corrupção, acelerar a entrega de benefícios e conectar trabalhadores assalariados a contas bancárias.
O esquema de política Pradhan Mantri Jan Dhan Yojana foi anunciado pelo primeiro-ministro Narendra Modi em seu discurso do Dia da Independência de 2014 e lançado em agosto de 2014 em um esforço para fornecer "acesso universal" ao sistema bancário por meio da criação de contas bancárias básicas que vêm com outros serviços. Modi informou todos os bancos indianos da iniciativa e declarou-a uma prioridade nacional. No dia da inauguração do esquema, 1,5 crore (15 milhões) de contas bancárias foram abertas e, desde então, mais de 18 milhões de contas bancárias foram criadas.
Em 2016, o governo da Índia instituiu uma política abrangente de desmonetização na tentativa de impedir a corrupção e o fluxo de dinheiro falso. Este movimento forçou as pessoas a depositar seu dinheiro em bancos ou ver seu valor evaporar, com o objetivo de integrar os cidadãos em uma economia e sistema bancário sem dinheiro e tributável. Embora a Índia tenha visto novas contas bancárias continuarem a abrir após essa mudança de política e um aumento geral no uso de sistemas de pagamento digital e outros serviços financeiros, a mudança de política causou uma interrupção extrema no sistema financeiro e o debate continua sobre sua eficácia.

#### Medindo a inclusão financeira
Dados prontamente disponíveis que descrevam as lacunas no acesso e contextualizem a situação da inclusão financeira são necessários tanto para os provedores de serviços quanto para os formuladores de políticas que buscam alcançar a inclusão financeira. Várias organizações realizam pesquisas para medir indicadores de inclusão financeira e coletam dados do lado da oferta e da demanda. O MIX é uma plataforma que produz relatórios orientados por dados para acompanhar o progresso em direção à inclusão financeira em todo o mundo.
Em 2013, o Ministro das Finanças da Índia, P. Chidambaram, lançou o CRISIL Inclusix, um índice para medir o status da inclusão financeira na Índia. CRISIL, a empresa líder de classificação de crédito e pesquisa da Índia, está coletando dados de 666 distritos na Índia e classificando em uma escala de 0 a 100 com base em quatro parâmetros de serviços financeiros. A CRISIL publica relatórios semi-frequentes com base em suas descobertas com avaliações regionais, estaduais e distritais de inclusão financeira.
Algumas das principais conclusões do relatório de 2018 são:
- A pontuação de 58,0 do CRISIL Inclusix para toda a Índia está acima da média em abril de 2016, o que representa uma melhoria significativa em relação aos 35,4 em 2009.[59]
- A penetração de depósitos é o principal fator de inclusão financeira – o número de contas de depósito (1.646 milhões) é quase oito vezes o número de contas de crédito (196 milhões).[59]
- Os três principais estados são Querala, Carnataca e Andra Pradexe.[59]

#### Problemas
A inclusão financeira na Índia muitas vezes está intimamente ligada às políticas agressivas de microcrédito que foram introduzidas sem regulamentações apropriadas, supervisão ou políticas de educação do consumidor. Como resultado, os consumidores rapidamente ficaram superendividados a ponto de cometer suicídio e as instituições de crédito viram as taxas de pagamento desabarem depois que políticos de um dos maiores estados do país pediram aos mutuários que parassem de pagar seus empréstimos. A crise ameaçou a existência da indústria indiana de microcrédito de quatro bilhões de dólares, foi comparada à crise das hipotecas subprime nos Estados Unidos. A crise serve como um lembrete da necessidade de marcos regulatórios e educacionais adequados e continua sendo um desafio separar o microcrédito do amplo e complexo campo da inclusão financeira. Um relatório da Dvara Research também aponta para a exclusão no esquema de Transferência Direta de Benefícios do Governo.

### Inclusão financeira na Tanzânia
Com uma população de 55,57 milhões de pessoas e apenas 19% de sua população inscrita em uma conta em um banco formal, a Tanzânia permanece em grande parte sem banco. A redução da pobreza está muitas vezes ligada ao acesso de uma determinada população a instrumentos bancários formais, e o dinheiro móvel pode servir como uma ponte crucial para oferecer poupança, crédito e seguro à população rural da Tanzânia.
Em 2006, apenas 11% dos tanzanianos tinham acesso a uma conta financeira, mas com o advento dos serviços financeiros digitais esse número aumentou para 60%. A situação atual na Tanzânia melhorou constantemente nos últimos doze anos com a introdução do dinheiro móvel pelos principais provedores de telecomunicações da Tanzânia. A rápida expansão da inclusão financeira na Tanzânia deve-se quase inteiramente à proliferação de opções bancárias móveis. Embora um recente efeito de resfriamento tenha ocorrido devido à repressão do governo aos cartões SIM falsificados, mais da metade da população da Tanzânia tem acesso a um certo grau de serviços financeiros por meio de serviços bancários móveis.

## Inclusão financeira digital
As inovações viabilizadas pela tecnologia representam uma oportunidade para promover a inclusão financeira. Os serviços financeiros digitais inclusivos referem-se a dinheiro móvel, contas online, pagamentos eletrônicos, seguros e crédito, combinações deles e aplicativos de tecnologia financeira (fintech) mais recentes, que podem alcançar pessoas que antes eram excluídas. Por exemplo, os serviços financeiros digitais podem fornecer às famílias de baixa renda acesso a ferramentas acessíveis e convenientes que podem ajudar a aumentar suas oportunidades econômicas ou acesso ao crédito.
Há evidências de que os serviços financeiros digitais podem capacitar as mulheres a ganhar mais e construir ativos, ajudando a resolver que 35% das mulheres em todo o mundo – aproximadamente 980 milhões – permanecem excluídas do sistema financeiro formal. Os serviços financeiros digitais demonstraram ajudar a dar às mulheres maior controle sobre suas próprias finanças, incluindo acesso seguro, conveniente e discreto a contas bancárias. Esse maior poder financeiro pode aumentar a igualdade de gênero e o crescimento econômico.

## Acompanhando a inclusão financeira por meio da análise do orçamento
Embora a inclusão financeira seja uma questão importante, também pode ser interessante avaliar se a inclusão prevista nas políticas está realmente atingindo os beneficiários comuns. Desde a década de 1990, tem havido sérios esforços tanto nos órgãos governamentais quanto na sociedade civil para monitorar o processo de fluxo de fundos e acompanhar o resultado dos gastos públicos por meio do acompanhamento orçamentário. Organizações como a International Budget Partnership (IBP) estão realizando pesquisas globais em mais de 100 países para estudar a abertura (transparência) no processo de elaboração do orçamento. Existem várias ferramentas usadas por diferentes grupos da sociedade civil para acompanhar os gastos públicos. Essas ferramentas podem incluir monitoramento do desempenho dos serviços públicos, auditoria social e pesquisas de responsabilidade pública. Na Índia, a institucionalização do Direito à Informação (RTI) tem sido uma ferramenta de apoio para ativistas e grupos de cidadãos para acompanhamento orçamentário e defesa da inclusão social.

## Inclusão financeira e estabilidade bancária
As evidências teóricas e empíricas sobre a relação entre inclusão financeira e estabilidade bancária são limitadas. A literatura bancária indica vários canais potenciais pelos quais a inclusão financeira pode influenciar a estabilidade bancária. Um estudo recente apareceu no Journal Economic Behavior & Organization uma associação positiva robusta entre inclusão financeira e estabilidade bancária. Os autores mostram que a associação positiva é mais pronunciada com os bancos que possuem maior participação de captação de depósitos de varejo e menores custos marginais de prestação de serviços bancários; e também com aqueles que atuam em países com maior qualidade institucional.

## Evidências sobre a eficácia das intervenções de inclusão financeira
Os resultados da pesquisa sobre a eficácia dos programas de inclusão financeira para melhorar os resultados econômicos, sociais, comportamentais e relacionados ao gênero em países de baixa e média renda têm sido mistos e os programas para melhorar o acesso a serviços financeiros geralmente têm efeitos pequenos ou inconsistentes sobre a renda, saúde e outros resultados sociais. Programas voltados para oportunidades de economia tiveram efeitos positivos pequenos, porém mais consistentes, e menos riscos, do que programas voltados para crédito.